# Eugène Lourié
Eugène Lourié, russisch Евгений Лурье/Jewgeni Lurje, (* 26. Märzjul. / 8. April 1903greg. in Charkow, Russisches Kaiserreich; † 26. Mai 1991 in Woodland Hills, Kalifornien, USA) war ein russischstämmiger Filmarchitekt, Regisseur und Szenenbildner beim französischen und US-amerikanischen Kino.

## Leben
Lourié war infolge der Bürgerkriegswirren in der Sowjetunion 1921 via Istanbul nach Frankreich geflohen. Dort erhielt er seine praktische Ausbildung bei einem Ballett (‘Ballet suèdois’) und stieß noch in der Stummfilm-Ära als Ausstatter (z. B. 1925/26 bei Abel Gances Napoleon) und Kostümbildner (z. B. 1929 bei Richard Oswalds Cagliostro) zum Kino.
Mit Beginn der 1930er Jahre begann Lourié seine Arbeit als Chefarchitekt. Bis zum Ausbruch des Zweiten Weltkriegs entwarf er die Dekorationen zu einigen wichtigen Arbeiten des Poetischen Realismus' und zu herausragenden Literaturadaptionen, darunter Filme von Marcel L’Herbier und Max Ophüls sowie mehrere Meisterwerke Jean Renoirs (Nachtasyl, Die große Illusion, Bestie Mensch, Die Spielregel), mit denen er sowohl großbürgerliche Endzeitstimmung als auch kleinbürgerliche Tristesse zu kreieren vermochte.
Nach der Besetzung Frankreichs durch die deutsche Wehrmacht setzte sich Lourié, zusammen mit Renoir, in die USA ab, wo beide ihre Kooperation erfolgreich fortsetzten. Während Renoir jedoch zu Beginn der 1950er Jahre über Indien in die alte Heimat zurückkehrte, blieb Lourié in den USA. 1952, kurz nach Vollendung seiner Tätigkeit für Charlie Chaplins Rampenlicht, erhielt er erstmals die Möglichkeit zur Filmregie. Sein Debüt Panik in New York war ein mäßig spannender Tierhorrorfilm um einen vorzeitlichen, in der Arktis aufgetauten Saurier, der die größte Stadt der USA attackiert. Das Finale am Rummelplatz von Coney Island gehört zum (in Variationen häufig kopierten) Höhepunkt dieser Produktion.
Der Erfolg von Panik in New York, der vor allem auf der beachtlichen Rhedosaurus-Kreation des Fantasyfiguren-Tüftlers Ray Harryhausen fundierte, setzte eine weltweite und vor allem in Japan durch die sich daran anschließenden Godzilla-Filme populäre Filmwelle um Urzeitmonster in Gang. Lourié erhielt daraufhin Ende der 1950er Jahre in England weitere Angebote, als Regisseur im Horrorfilmgenre zu arbeiten.
Anfang der 1960er Jahre kehrte er zur Filmarchitektur zurück, seit Anfang der 1970er Jahre entwarf er vor allem die Kulissen für amerikanische Fernsehproduktionen, darunter die populäre Serie Kung Fu. 1970 war er gemeinsam mit Alex Weldon für den Oscar für die besten visuellen Effekte bei der Abenteuergeschichte Krakatoa – Das größte Abenteuer des letzten Jahrhunderts nominiert. Nach seinen Filmbauten zu Clint Eastwoods Actionkomödie Bronco Billy zog sich Lourié weitgehend aus dem Filmgeschäft zurück. Knapp 80-jährig absolvierte Eugène Lourié einen Auftritt in Richard Geres Krimi Atemlos. 1985 erschien seine Autobiographie unter dem Titel My Work in Films.

## Filmografie

### Als Szenenbildner bei Kinofilmen
- 1931: Un coup de téléphone
- 1933: Madame Bovary
- 1934: Le bossu
- 1934: Jeanne
- 1935: Baccara
- 1935: Crime et châtiment
- 1935: Schwarze Augen (Les yeux noirs)
- 1936: Nachtasyl (Les Bas-fonds)
- 1936: Le grand refrain
- 1936: Aventure à Paris
- 1937: Eifersucht (Nuits de feu)
- 1937: Die große Illusion (La grande illusion)
- 1937: Alibi (L’alibi)
- 1937: Ramuntcho
- 1937: Rasputin (La tragédie impériale)
- 1938: Bestie Mensch (La Bête Humaine)
- 1938: Werther (Le Roman de Werther)
- 1939: Die Spielregel (La règle du jeu)
- 1939: Ohne ein Morgen (Sans lendemain)
- 1939: L’or du Cristobal
- 1940: Fausse alerte
- 1942: This Land is Mine (nur Produktionsleitung)
- 1943: Three Russian Girls
- 1943: Sahara
- 1943: The Imposter
- 1944: In Society
- 1944: Der Mann aus dem Süden (The Southerner)
- 1944: Das Haus des Grauens (The House of Fear)
- 1945: Onkel Harrys seltsame Affäre (The Strange Affair of Uncle Harry)
- 1946: Tagebuch einer Kammerzofe (The Diary of a Chambermaid)
- 1947: Lied des Orients (Song of Scheherazade)
- 1947: Die lange Nacht (The Long Night)
- 1948: Qualen der Liebe (A Woman’s Vengeance)
- 1951: Die Taverne von New Orleans (Adventures of Captain Fabian)
- 1951: Der Strom (The River)
- 1952: Rampenlicht (Limelight)
- 1953: Der blaue Stein des Maharadscha (The Diamond Queen)
- 1954: Drei Matrosen in Paris (So This is Paris)
- 1961: Confessions of an Opium Eater
- 1962: Wir warten in Ashiya (Flight From Ashiya)
- 1963: Schock-Korridor
- 1963: Der nackte Kuß (The Naked Kiss)
- 1964: Ein Riß in der Welt (Crack in the World)
- 1965: Die letzte Schlacht (Battle of the Bulge)
- 1966: Ein Tag zum Kämpfen (Custer of the West)
- 1967: Bikini Paradise
- 1967: Krakatoa – Das größte Abenteuer des letzten Jahrhunderts (Krakatoa, East of Java) (UA: 1969)
- 1968: Der Untergang des Sonnenreiches (The Royal Hunt of the Sun)
- 1971: Was ist denn bloß mit Helen los? (What’s the Matter with Helen? )
- 1971: Death Takes a Holiday (TV)
- 1972: The Eyes of Charles Sand (TV)
- 1972: Haunts of the Very Rich (TV)
- 1973: Carola (TV)
- 1972–75: Kung Fu (TV-Serie)
- 1976: Time Travelers (TV)
- 1976: Landhaus der toten Seelen (Burnt Offerings)
- 1976: Ein Feind des Volkes (An Enemy of the People) (UA: 1978)
- 1977: Abenteuer in Atlantis (The Amazing Captain Nemo) (TV)
- 1978: Lacey and the Mississippi Queen (TV)
- 1979: Bronco Billy
- 1982: Atemlos (Breathless) (nur Schauspieler)

### Filme (als Regisseur)
- 1953: Panik in New York (The Beast From 20,000 Fathoms)
- 1955: Foreign Intrigue (TV-Serie, acht Episoden)
- 1957: Der Koloß von New York (The Colossus of New York)
- 1958: Das Ungeheuer von Loch Ness (Behemoth the Sea Monster)
- 1959: Gorgo (UA: 1961)